# Parapristipomoides squamimaxillaris
Parapristipomoides squamimaxillaris – gatunek ryby z rodziny lucjanowatych, jedyny przedstawiciel rodzaju Parapristipomoides Kami, 1973. Poławiana jako ryba konsumpcyjna.
Występowanie: Ocean Spokojny, rejony raf koralowych na głębokościach 130–460 m p.p.m.

## Opis
Osiąga do 40 cm długości.